# 房住山
房住山（ぼうじゅうざん）とは、秋田県三種町と能代市にまたがる山である。梵字宇山とも表記される。
房住山は低山であるが、坂上田村麻呂による長面兄弟討伐伝説の言い伝えが残り、鎌倉時代には山岳仏教の一大拠点となっていた信仰の山である。山頂からは東に森吉山、西に大潟村の広大な干拓地、男鹿半島、日本海を遠望できる。また、一帯は昭和51年(1976年)に自然観察教育林に指定されていて、また昭和52年(1977年)6月15日秋田魁新報社の新観光秋田三十景の23位に選出されている。

## 伝説・歴史

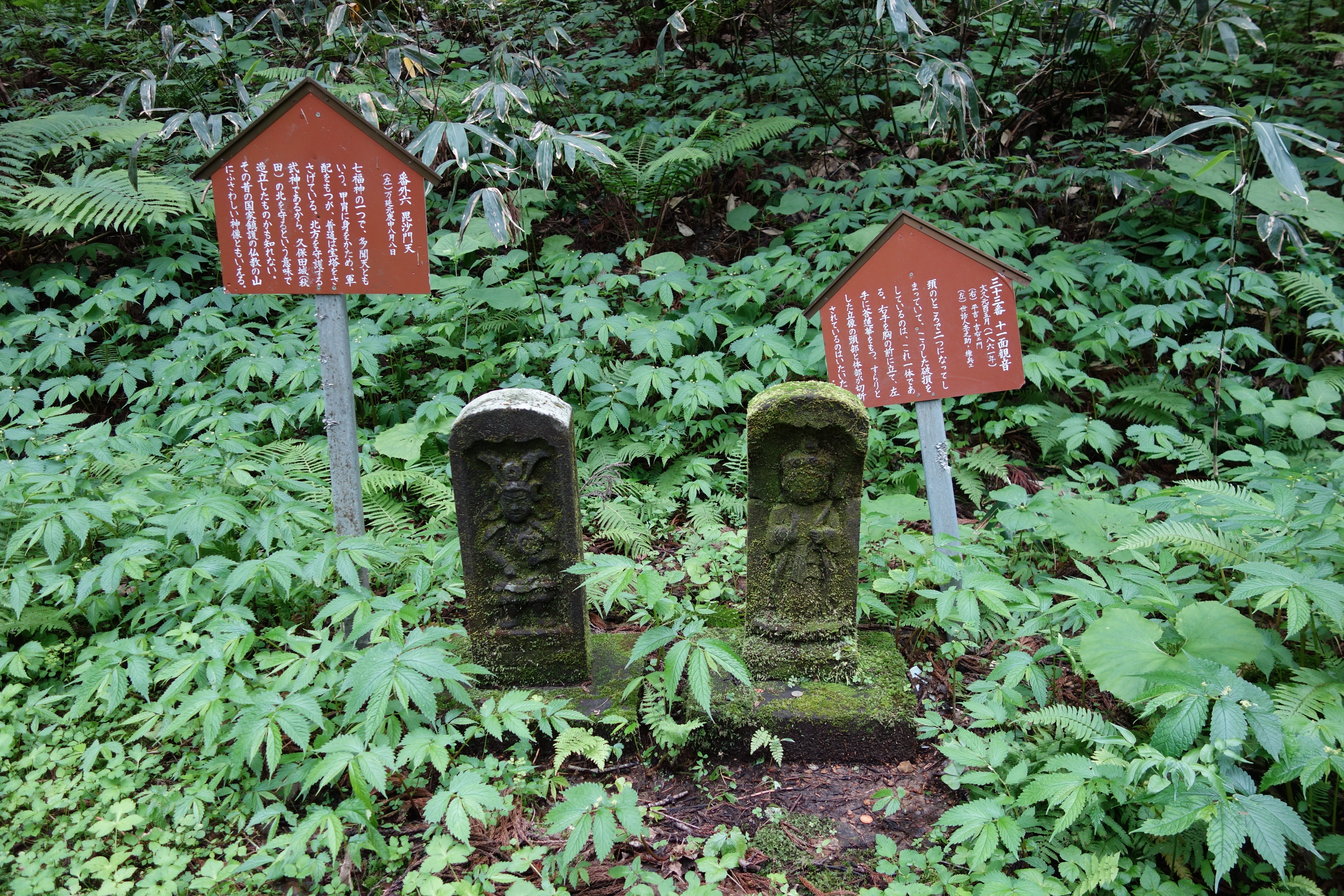
寺屋敷跡にたつ33番と番外6番の観音像
石川理紀之助の記録によるとこの石像向かって左前方に寺があった

房住山は平安時代前期に天台山の名前で開かれていた。坂上田村麻呂の蝦夷征伐により、長面兄弟征伐の戦場となり堂塔が崩れるなど大きな被害を受けたとされる。長面三兄弟の阿計徒丸（あけとまる）、阿計留丸（あけるまる）、阿計志丸（あけしまる）は額からあごの先まで2尺3寸もあり、身長も一丈（約3m）あったという。この戦いでは、いくつもの伝説が近辺の地区の地名と関連づけられ残されている。ただ、史実では坂上田村麻呂はこの土地に到着していない。戦いの後、山は繁栄を取り戻し宿坊も多く建てられ、房住山と呼ばれるようになった。以後繁栄と衰亡を繰り返したが、江戸時代初期にはすっかり寂れていた。房住山の大幢寺が焼けた後は、杉本房最勝院だけがとどまって法灯を守っていた。しかし、明治になって間もなく廃仏毀釈運動によって修験寺院はすべて廃寺になった。今日房住山には寺屋敷という地名だけが残されている。
『房住山昔物語』や『梵字宇山興立記』では、地名伝説が沢山語られている。それは、宗教伝説とからみながら昔伝説や興立記の中で展開されている。地名伝説では次の地名の由来が語られている。長面（五城目町、旧山本町）、翁面（沖田面）、中津又（五城目町）、実検長根、幕提坂（供養坂）、幕洗坂、木戸野沢、大兄沢、小兄沢、牛が沢、摂待、目見平、切はきの平、八面山、三種川、扇が滝、聳滝（禅定が滝）、歌橋などの地名の由来が語られており、その分布は広範囲に渡っている。物語ではこの他に、男鹿市と秋田市の古四王神社、また奥州藤原氏、八峰町の道場などの寺院、氏族、地名が登場する。
江戸時代の紀行家、菅江真澄は70歳の頃この山に登り、これらの山岳信仰伝説を記録した。これは、大幢寺の古記をそのまま記録したものである。
秋田県の篤農家の石川理紀之助も1899年にこの山に登り歌を残し、また菅江真澄の記録を書籍『秋田の昔』に収録・印刷した。理紀之助は、1898年に自らの蔵書を大量に焼失したことから、郷土の古書を活字にして残そうと出版を計画。理紀之助が編輯して発行した『秋田のむかし 巻一』には菅江真澄が書き写した『房住山昔物語』が転載されている。真澄による書写本とはいえ、真澄の著作が活字になったのは、これが最初である。
江戸時代の終わり頃の文久元年(1861年)、土地の人が信仰の山を観音霊場にしようと勧進にしたがって尾根伝いに三十三観音の石仏を安置した。『房住山三十三観音奉加張』（文久元年、四月吉日と表紙にある）によると、房住山の麓の村である小新（荒）沢の工藤源治の発願によって三十三観音像を建立しようとしたが、一人の財力では不可能なので多くの人の奉加を募るようになったと分かる。記録からは山麓の村々だけではなく、八郎潟西岸の鵜ノ木村や能代からも奉加に加わった人がいることが分かる。観音像の石材は男鹿石である。三十三観音以外の8体の「番外」と呼ばれている石仏は万延元年の建立である。写真にある山頂の番外石仏の建立年号は文久となっているが、本当は万延である。
上岩川地区の大覚院が代々伝承されていたことをまとめ上げた文章に『梵城古伝記』という書があった。この記録を元に、秋田の隣正院の清淳が文書表現などに修正を加えて書き上げたのが『房住山古伝記』である。それには次のように記述されている。「房住山は大日山とも言い、南は太平山に連なり、北は七座山に続いているので修行をするのに便利である。おそらく天平の頃に、円静大阿闍梨（姓氏名暦不明）が当山を開山し、修行の霊場とした。中世、源角大徳が当山を再興したときに、開山円静の4文字を刻んだ石碑を土中より掘ったという記録が伝記に見える。翁面（沖田面）に高倉という大施主がいて、彼は当山開創の大壇主である。彼には一人の娘がいて、婿を迎えて家督を継いでいた。後に高倉長者に男子が出来た。この子が成長すると家督を継ぎたいと望んだ。そこでやむを得ず、長者はクジを引かせ、婿は分家のクジにあたり、米か沢（米内沢）という所に住んだ。里の人は彼を大兄殿と言った。実子は翁面に住み小兄殿と言った。翁面の地名の由来は、昔、川西の深山に、大樹が折れた霊木があった。木こりはそれに注連縄を張り付け祀ると、上の注連縄は白髪のように、下の注連縄は白鬚のように、そして木肌は風雨に曝されて紅白の色をなし、幹は鉄や石のように硬く、節やコブが自然に目鼻口耳の形をして、老翁の面のようになったのを後年村の名とした。ある時、一人の高僧が来て、その霊木なるを感じて、切り観音像を彫ってそこに祠を建てた。村はこれによって繁栄した。平城天皇の頃だろうか、鈴鹿山の賊の残党の夜叉鬼、大嶽麿（大長丸とも）が人々を悩ましていた。坂上田村麻呂は夜叉鬼を保呂羽山で滅ぼして、大嶽麿を男鹿の嶺で滅ぼした。なお、その残党を探したところ、阿計徒丸（あけとまる）、阿計留丸（あけるまる）、阿計志丸（あけしまる）という兄弟の悪鬼がいた…。」

## 小野小町伝説
房住山には小野小町の伝説が残されている。小野小町が眼病の回復を願いにやってきたとするものと、肌荒れの回復を願って、房住山の山頂に鎮座する瘡地蔵を拝みに来たという伝説がそれである。小野小町は二段の滝で身を清めてから入山したものの高齢の小町にとって房住山の山道は険しく、どちらの説でも途中で引き返している。眼病祈願説では足元から清水が湧いてきて、その清水で目を洗ったら病気が治ったとされ、そこで湧いた水の支流が、現在の下岩川地域の小町の清水とされる。皮膚病祈願説は、登頂を断念したのち遠くから瘡地蔵を拝んだ。小野小町が留まっていたとされる滝ノ上地域には小野姓が多い。また、上岩川地区には小町地区がある。
上岩川地区の鬼首山神社（岩川神社）には、『鬼首山縁起』という神社の由来を記した文書が残されている。
桓武天皇の時代に、勢州鈴鹿山に大長丸（大嶽丸）という賊がいた。その賊を討伐しようとして、坂上田村麻呂が鈴鹿山から秋田の赤神山に追い出して討伐した。その首をこの地に埋め、鬼首山権現とし、三神（高皇産霊尊、経津主神、高皇産霊神）を勧請した。その後、仁明天皇の時代に、小野小町が房住山に参詣しようとしたものの、房住山は高山のために当社を仮に坊主山として毎日参拝しようとした。しかし、ここは周囲に水が無く、口をすすぐ浄水もない。小野小町が天地に祈るとたちまちにして岩の間から清水がしきりにあふれて、何ヶ月もの干ばつの時でも水の増減がない。その水は川に流れ、川は舟がなければ渡れない程になっていた。小野小町は和歌を書いた短冊やその他の品を奉納し、その坊主山に薬師如来を安置した。その後年月が流れ、四条天皇の時の天福元年（1233年）8月21日の夜に、火事が発生し全ての品が灰燼と化してしまった。
菅江真澄は文化3年（1806年）に、小町村を訪れその記録を「かすむ月星」に記している。
小町村に来た。ここの由来は3年前に詳しく書いたことがある。小野小町のゆかりのある小町清水がたいそう清らかに岩川の東の岸に落ちていた。鬼首山権現の森の桜もようやく咲いている。
菅江真澄が書いたとされる「小野村の由来」とは『小町の寒泉』だと考えられるが、これは明徳館に収められた菅江真澄の書物の中では唯一の未発見本となっている。また『花の真寒泉』（1823年、文政6年）では次のように記録している。
山本ノ郡上岩河ノ荘に小町村あり。其岩川の河岸に寒泉あり、小町の清水といふ。いにしへ小野小町としいといと老いて、雄勝の郡小野の八十嶋に在りて、河北の渟代（能代）の南の奥が奥なる、日高山に連（つらら）ぐ坊場（ぼんじゃう）の大日如来をまうでまく此処（ここ）までは来れど、老て身のくるしければ、ここに手あらひ身もきよまはりて、ふしをがみけるとなん語り伝ふ。
『月の出羽路仙北郡』（1826年、文政9年）では秋田県横手市上境館の専光寺の縁起に加えて次のように記録している。
また説話（あるものがたり）に、小野小町身いたく老て関寺のあたりに吟ありきしが、故郷さすがになづかしくや思ひたりけむ、出羽ノ国に入り来て、檜山ノ郷河北（かわきた）の（川北は今いふ山本ノ郡也）荘岩川といふ流に泝（さかのほり）て、梵場が嶽に攀登（よぢのぼ）らまくおもへど老て身に力なければ、すべなう泉に手あらひ口そそぎ、麓に立てふし拝（をがみ）ぬといへり。其泉を小町の清水とも云ひ、そこを小町村とてなほあり。
錦仁は『浮遊する小野小町』で、これらの記録を考察し、『花の真寒泉』では「～となん語り伝ふ」とあるので「雄勝郡から房住山を参拝するためにやってきた」という話は真澄が村人の話を採録したと見て良いとしている。しかし、雄勝の村々に小町ゆかりの遺跡が多数あることを理由として、雄勝が小町の生没地であることが真澄の結論であろうとしている。つまり、小町は雄勝郡に生まれ、宮城県玉造郡で成長し、都にのぼって活躍したが、やがて年老いて都を去ることになり、はるばる都から歩いてきて、まず山本郡に立ち寄り房住山を遥拝し、そして雄勝郡に帰ってきて村はずれの岩屋で乞食をしていたが、やがて没したということが真澄の結論だとしている。

## 石川理紀之助の記録
石川理紀之助は、1899年（明治32年）9月に房住山に登り、その記録を『坊城紀行』（『坊住山旧蹟実記』、『接待山紀行』）に記録している。
それによると、小町水は小町の村に向かう三種川の橋の東の橋の下から湧き出ていて（現在は河岸工事のためコンクリートでかためられていて、清水は小町地区の飲用水源として使われている）、水桶一つが５分間でいっぱいになると書いている。長面三兄弟が逃げたとされる日高山とは、現在赤倉山(398m)として五城目町内川浅見内の東北東約5km、赤倉山荘という温泉施設の北約3.6kmの地形図にも記録されている山で、八面山とも言い、その山頂には権現堂が当時あったとし、更に山頂の北100mほどに鬼の穴という岩に囲まれた穴があったことを記録している。石川はその日高山にも登っている。その他、房住山周辺の地名が詳しく紹介している。石川は房住山登山の際に道を間違え雨に降られ、落合村についたときには日が落ち、自動車も使えずそこで一泊している。

## 登山・観光

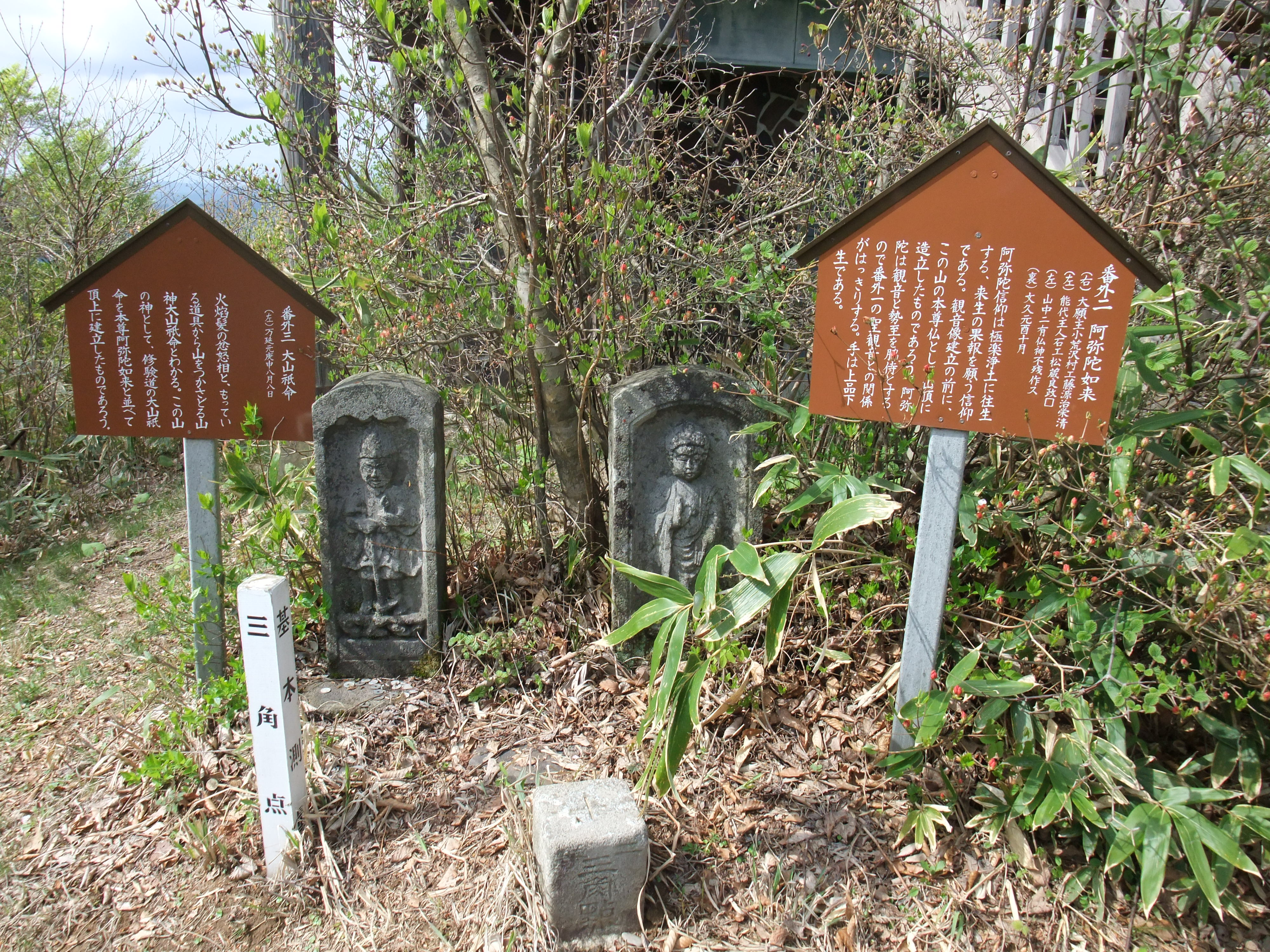
房住山山頂の三角点と石仏

現在滝ノ上集落跡に「ぼうじゅ館」という観光案内所や、コテージ村が建てられている。そこから東に1kmほど上流に登山道の入り口があり、登山道沿いに石仏が33尊の観音菩薩（と8尊の地蔵菩薩）が置かれている。ただ1番目の観音菩薩は、登山口から県道を進み観音橋を渡った右側にある。写真中央のピークが房住山山頂で、ここには水洗トイレ（いつも利用できる訳ではない）と山小屋がある。また21番目の観音菩薩と2尊の石仏が置かれている。写真では同じような高さのピークが連続しているが、最も左にあるピークを左に下ったところが寺屋敷と言われるところで、ここに山岳仏教全盛時に、房住山の中心地が置かれていた。また、ここに33番目で最後の観音菩薩が置かれている。房住神社の駐車場から房住神社を経由して登ると比較的楽に登山ができるが、ここからだと10番目の観音菩薩から見ることになる。写真最も右のピークの右にある坂が、台倉の坂（だいくらのさか）と呼ばれる坂で、この登山道一番の難所である。現在は迂回路も作られているが「ババ落とし」とも呼ばれる断崖絶壁には悲しい民話も語り継がれている。
歩行時間は登山口から山頂まで約2時間で、山頂から寺屋敷までは約1時間ほどかかる。また、能代市二ツ井町から三種町に至る林道の峠からも登ることができる。この峠はドッケ峠といい、峠から寺屋敷まで約1時間程度かかる。